# Гоноринська сільська рада
Гоноринська сільська рада — колишня адміністративно-територіальна одиниця та орган місцевого самоврядування у Барашівському районі Коростенської й Волинської округ, Київської та Житомирської областей Української РСР з адміністративним центром у селі Гонорине.

## Населені пункти
Сільській раді на момент ліквідації були підпорядковані населені пункти:
- с. Вікторівка
- с. Вільхівка
- с. Гонорине
- х. Хотиж

## Історія та адміністративний устрій
Створена 8 вересня 1925 року в складі сіл Ольхівка і Стара Вікторівка Йосипівської сільської ради, колоній Вулька-Зеленицька, Гонорин, Гонорівка, Лясовиця та хутора Хотиж Зеленицької сільської ради Барашівського району Коростенської округи. 20 березня 1926 року колонії Вулька Зеленицька та Лясовиця передані до складу Йосипівської сільської ради. Станом на 1 жовтня 1941 року кол. Гонорівка не перебуває на обліку населених пунктів.
Станом на 1 вересня 1946 року сільська рада входила до складу Барашівського району Житомирської області, на обліку в раді перебували села Вікторівка, Гонорине, Ольхівка та х. Хотиж.
Ліквідована 11 серпня 1954 року, відповідно до указу Президії Верховної ради УРСР «Про укрупнення сільських рад по Житомирській області», територію та населені пункти приєднано до складу Рясненської сільської ради Барашівського району Житомирської області.